# Gastrodia procera
Gastrodia procera är en orkidéart som beskrevs av Geoffrey William Carr. Gastrodia procera ingår i släktet Gastrodia och familjen orkidéer.
Artens utbredningsområde är Victoria i Australien. Inga underarter finns listade i Catalogue of Life.